# CP-Baureihe 9050
Die Baureihe 9050 bezeichnet eine Baureihe von Schienenbussen der Comboios de Portugal (CP) für deren meterspurigen Eisenbahnstrecken.
Diese kleinen Einrichtungs-Schienenbusse, die das Aussehen eines Omnibus haben, haben ein Drehgestell vorne und eine angetriebene Achse hinten. Der einzige Führerstand befindet sich vorne. Fünf Stück, ursprünglich mit AMyf 101 bis 104, dann lange Zeit mit MEyf 51 bis 55 und zuletzt mit USD 9051 bis 9055 bezeichnet, wurden in den 1940er Jahren durch die Caminhos de Ferro de Vale do Vouga in ihren Werkstätten in Sernada do Vouga hergestellt. Alle Schienenbusse hatten ursprünglich Benzinmotoren von Chevrolet.
Ursprünglich waren die Schienenbusse rot/crème angestrichen. Später erhielten sie einen einfarbigen königsblauen Anstrich.
Bis in die 1980er Jahre im Einsatz, wurden drei der fünf Exemplare abgebrochen. Der MEyf 51 und 53 sind im Museu Ferroviário de Macinhata do Vouga in einem nicht betriebsfähigen Zustand erhalten geblieben.